# Baronía de Claret
La baronía de Claret (en catalán, baronia de Claret) fue una baronía del Pallars Jussá. Tenía su centro neurálgico en el pueblo de Claret, del municipio de Tremp, en la provincia de Lérida, de Cataluña, España.
Es una de las baronías creadas en el siglo XVII. Fue concedida el 1654 a Francisco de Areny y de Toralla, señor de Claret ya en ese momento. En 1787 pasó a Gracia. En aquella época consta como posesión de esta baronía el pueblo de Beranuy, en la Vall Fosca y otros pueblos, sin continuidad geográfica entre ellos, como Gurp y Corroncui. El precedente de la baronía fue el señorío de Claret, que en 1640 estaba en manos del conde de Santa Coloma de Queralt, Dalmau de Queralt.
Además del antiguo término del ayuntamiento de Claret, anexionado el 1847 en Tremp, y que ha formado siempre un enclave del término de esta ciudad entre el de Talarn, el de Castell de Mur (antiguos términos de Mur y Guardia de Tremp), y el de Fígols de Tremp, ahora unido al de Tremp, la baronía de Claret incluía el término primigenio del antiguo ayuntamiento de Fígols de Tremp, lo que corresponde a la iglesia parroquial de San Pedro de Fígols de Tremp.
El título fue rehabilitado en 1951 siendo otorgado junto al condado de Areny a la escritora Carmen de Icaza por su vinculación a diversas causas caritativas, a su fallecimiento en 1979 le sucedió en el título el actual barón de Claret, su nieto Íñigo Méndez de Vigo Montojo, siendo el noveno actual barón de Claret.